# داب غاريت
ويليام دافيز غاريت "داب" William Davis Garrett "Dub" (29 يناير 1925-24 يوليو 1976) كان لاعب كرة قدم أمريكي لعب موسمًا واحدًا مع فريق شيكاغو بيرز من الرابطة الوطنية لكرة القدم (NFL). 

## روابط خارجية
- احصائيات رياضية فقط